# Матвеев, Иван Фёдорович (полный кавалер ордена Славы)
Ива́н Фёдорович Матве́ев (1922—1989) — участник Великой Отечественной войны, полный кавалер ордена Славы.

## Биография
Родился 13 мая 1922 года в деревне Гавриловка ныне Стругокрасненского уезда Псковской губернии в семье крестьянина. Русский. Окончил 4 класса. Работал в колхозе.
В 1941 году был призван в Красную Армию. На фронте в Великую Отечественную войну с июня 1941 года. Боевой путь начал под городом Киевом. Вначале был связистом, затем сапёром. При отступлении советских войск взрывал мост через Днепр, здесь же взял в плен гитлеровца. Воевал в окружении, затем в десантной дивизии. В бою под Волховом был ранен. После госпиталя направлен в артиллерию. С конца 1942 года воевал наводчиком 76-миллиметровой пушки в составе 20-го отдельного гвардейского противотанкового дивизиона 15-й гвардейской стрелковой дивизии.
В июне 1944 года в боях на правом берегу реки Днестр южнее города Тирасполь (Молдавия) гвардии младший сержант Матвеев при отражении контратаки противника метким огнём вывел из строя пулемёт, свыше 10 солдат, поразил ещё две огневые точки врага.
Приказом от 7 июля 1944 года гвардии младший сержант Матвеев Иван Фёдорович награждён орденом Славы 3-й степени (№ 111280).
В январе 1945 года в бою южнее города Сташув (Польша) гвардии младший сержант Матвеев вместе с расчётом разбил 2 дзота, подавил 5 пулемётов противника. Под городом Оппельн (ныне — Ополе, Польша) артиллеристы форсировали реку Одер, в бою за удержание плацдарма подбили пять самоходных орудий. Из орудийного расчёта остались в живых только двое.
Приказом от 3 февраля 1945 года гвардии младший сержант Матвеев Иван Фёдорович награждён орденом Славы 2-й степени (№ 10058).
1-8 мая в боях в ходе Берлинской и Пражской наступательных операций, при отражении вражеских контратак младший сержант Матвеев поразил с товарищами 3 пулемёта с их расчётами и свыше 10 автоматчиков. Всего на боевом счету расчёта танк, 2 штурмовых орудия, 3 БТР, 10 пулемётов и свыше 100 гитлеровцев.
Указом Президиума Верховного Совета СССР от 27 июня 1945 года за мужество, отвагу и героизм, проявленные в борьбе с немецко-фашистскими захватчиками, гвардии младший сержант Матвеев Иван Фёдорович награждён орденом Славы 1-й степени (№ 245). Стал полным Кавалером ордена Славы.
В 1946 году был демобилизован. Вернулся на родину. Работал плотником. Жил в деревне Горбы. Скончался 24 апреля 1989 года. Похоронен на кладбище деревни Горбы Стругокрасненского района.

## Награды
- Орден Славы 1 степени (27 июня 1945—№ 245);
- Орден Славы 2 степени (3 февраля 1945—№ 10058);[1]
- Орден Славы 3 степени (7 июля 1944—№ 111280);[2]
- Орден Отечественной войны 1 степени (1985);[3]
- Ряд медалей